# Gerritjan Eggenkamp
Gerritjan Eggenkamp (født 14. november 1975 i Leiden) er en hollandsk tidligere roer.
Eggemkamp var med i den hollandske otter ved OL 2000 i Sydney. Hollænderne blev nummer tre i det indledende heat, men blev derpå nummer fire og sidst i opsamlingsheatet. Dermed kom båden i B-finalen, hvor det blev til en andenplads og dermed en samlet ottendeplads i konkurrencen.
Han var også med i otteren, der vandt sølv ved OL 2004 i Athen efter en finale, hvor USA vandt guld mens Australien tog bronzemedaljerne. Resten af den hollandske båd bestod af Matthijs Vellenga, Gijs Vermeulen, Jan-Willem Gabriëls, Daniël Mensch, Geert-Jan Derksen, Diederik Simon, Michiel Bartman og styrmand Chun Wei Cheung. Sølvmedaljerne kom i hus, efter at hollænderne var blevet nummer to i sit indledende heat og derpå vandt deres opsamlingsheat. I finalen kom hollænderne langsomt fra start og var blot nummer fem midtvejs, inden de i sidste halvdel af løbet var hurtigst og ved målstregen var lidt over et sekund efter de amerikanske vindere, men mere end halvandet sekund foran australierne på tredjepladsen.
Eggenkamp studerede på University of Oxford og blev i 2002 den første hollænder til at deltage i – og vinde – det traditionsrige Oxford vs. Cambridge Boat Race på Themsen.
Han har efter sin aktive karriere arbejdet i den organisatoriske del af roning, og han blev i 2018 valgt til kasserer i FISA, det internationale roforbund.

## OL-medaljer
- 2004:  Sølv i otter